# 델라쿠르랑구르
델라쿠르랑구르 (Trachypithecus delacouri)는 루뚱원숭이의 일종이다. 절멸위급종이며 베트남의 토착종이다. 이름은 프랑스계 미국인 조류학자 장 시어도어 델라쿠르의 이름에서 유래했다.

## 특징
델라쿠르랑구르는 가장 가까운 두 친척인 프랑수아랑구르와 라오스랑구르보다 다소 크지만, 다른 면에서는 비슷한 모습을 하고 있다. 성체의 몸길이는 57~62cm이고, 꼬리 길이는 82~88cm이다. 수컷 몸무게는 7.5~10.5kg이고, 암컷은 약간 작아 6.2~9.2kg이다. 털은 주로 검은색이며, 얼굴에는 흰색 무늬가 있고 엉덩이와 허벅지 바깥쪽에는 크림색의 독특한 흰색 털이 나 있다. 암컷은 치골 부위에 옅은 색 털이 약간 있다. 다른 근연종 루뚱원숭이와 마찬가지로 델라쿠르랑구르는 이마와 정수리 위에 길고 곧은 털이 볏처럼 나 있다. 하지만 다른 종에 비해 다소 키가 크고 폭이 좁다.

## 분포 및 서식지
델라쿠르랑구르는 베트남 고유종으로, 수도 하노이와 북부 닌빈성, 하남성, 호아빈성, 타인호아성의 약 6000㎢ 지역에서만 발견된다. 현재 가장 많은 개체군이 서식하는 곳은 닌빈성의 반롱 자연보호구역으로, 석회암 카르스트 지형의 해발 328m 높이의 개활림에 서식하는 것으로 추정된다.

## 습성
델라쿠르랑구르는 주행성 동물로, 낮에는 서식지를 탐험하고 밤에는 탁 트인 바위 표면이나 석회암 동굴에서 잠을 자는 경우가 많다. 델라쿠르랑구르는 잎을 먹는 동물로, 먹이의 약 78%가 잎으로 구성되어 있다고 알려져 있지만, 과일과 씨앗, 꽃도 먹는다. 델라쿠르랑구르는 다양한 식물 종의 잎을 먹는 것으로 알려져 있는데, 이는 이들이 석회암 서식지에 의존하는 것이 먹이와는 관련이 없음을 시사한다.
지난 수십 년 동안, 델라쿠르랑구르는 최대 30마리까지 무리를 지어 생활하는 것으로 보고되었으며, 종종 수컷과 암컷이 섞여 있었지만, 수컷 한 마리로 이루어진 집단이 더 흔했으며, 일부 소규모 수컷 집단도 보고되었다. 최근 몇 년 동안, 일반적인 집단 규모는 훨씬 작아져 각각 4~16마리 정도에 불과하다. 수컷들은 외부로부터 무리의 영역을 방어하며, 종종 바위가 많은 곳에서 감시한다. 잠재적인 경쟁자가 발견되면, 무리의 수컷들은 처음에는 큰 울음소리와 시각적인 행동으로 위협을 가하고, 실패하면 쫓아가거나 싸우는 방법을 택한다. 무리 내에서는 털 손질과 놀이를 통해 사회적 유대감을 유지한다.
델라쿠르랑구르는 숲 서식지에 서식하지만, 주로 육상 서식종으로, 가끔씩만 나무 위로 올라간다. 나무 사이를 이동할 때는 손을 흔들고, 가파른 바위 지형을 기어오를 때는 꼬리를 사용하여 균형을 잡는다. 덕분에 다른 루뚱원숭이류보다 더 빠르게 이동할 수 있다.

### 번식
암컷은 170~200일의 임신 기간 후 한 마리의 새끼를 낳는다. 새끼는 주황색 털을 가지고 태어나며, 조숙하고 눈을 뜨고 팔이 강하다. 털은 약 4개월부터 검은색으로 변하기 시작하고, 새끼는 어미가 다시 번식할 준비가 되는 19~21개월에 젖을 뗀다. 하지만 완전한 성체 털무늬를 갖추는 데는 약 3년이 걸린다. 암컷은 4년, 수컷은 5년이면 성적으로 성숙하며, 전체 수명은 약 20년이다.

## 보전
델라쿠르랑구르의 개체 수는 최근 몇 년 동안 급격히 감소했다. 1999년에서 2004년 사이에 전체 개체 수가 약 20%나 급감한 후, 2006년 현재 단 19마리만 확인되었다. 그 이후로 두 개체군이 절멸되었으며, 반롱 자연보호구역에 있는 개체군만이 생존 가능한 규모를 유지할 수 있을 것으로 예상된다.
IUCN은 델라쿠르랑구르를 심각한 멸종 위기종으로 분류하고 있으며, 전통 의학을 위한 사냥이 이 종에 대한 가장 큰 위협이며, 삼림 서식지 감소와 지역 관광 개발 또한 잠재적인 위험 요소이다. 2010년 기준으로 야생에 남아 있는 개체 수는 250마리 미만으로 추정되며, 그중 19마리는 사육 중인 것으로 알려졌다.